# Porcellio andreinii
Porcellio andreinii är en kräftdjursart som beskrevs av Arcangeli 1913. Porcellio andreinii ingår i släktet Porcellio och familjen Porcellionidae. Inga underarter finns listade i Catalogue of Life.